# Mimochroa castanea
Mimochroa castanea är en fjärilsart som beskrevs av W. Warren 1896. Mimochroa castanea ingår i släktet Mimochroa och familjen mätare. Inga underarter finns listade i Catalogue of Life.